# Sporophile à nuque blanche
Sporophila fringilloides
Espèce
Statut de conservation UICN

 LC  : Préoccupation mineure
Le Sporophile à nuque blanche (Sporophila fringilloides) est une espèce de passereaux de la famille des Thraupidae.

## Répartition
Il vit en Amérique du Sud, on le trouve en Colombie, au Venezuela, au Guyana et au Brésil.